# Mugitanga
Mugitanga är ett vattendrag i Burundi.   Det ligger i provinsen Ruyigi, i den centrala delen av landet, 100 kilometer öster om huvudstaden Bujumbura.
Omgivningarna runt Mugitanga är en mosaik av jordbruksmark och naturlig växtlighet. Runt Mugitanga är det ganska tätbefolkat, med 139 invånare per kvadratkilometer.